# Kamburophrys gibba
Kamburophrys · Kamburophryidae
Famille
Genre
Espèce
Synonymes
- Lagynophrya gibba Kahl, 1935 (protonyme)

Kamburophrys gibba, unique représentant du genre Kamburophrys et de la famille des Kamburophryidae, est une espèce de Ciliés de la classe des Gymnostomatea et de l'ordre des Haptorida.

## Étymologie
Le nom Kamburophrys, d'après Wilhelm Foissner et Anke Oertel (d), est composé des mots grecs kambura, « bosse », et ophrys (du grec ancien οφρύς / ophrýs, « cil, cilium, cilié »), littéralement « cilié avec une bosse », sans doute en référence à la « bosse sous-apicale » qui caractérise ce genre.
Quant à l'épithète spécifique de l'espèce type Kamburophrys gibba, il est issu du latin gibba, « bosse, gibbosité », et désigne aussi la bosse dorsale.

## Description
En 2009, après avoir redécouvert et étudié en microscopie électronique une espèce créée en 1935 par Alfred Kahl (1877-1946), Foissner et Oertel en font un nouveau genre et une nouvelle espèce et crée à cette occasion une nouvelle famille. Ils résument ainsi leur étude : 

« Lagynophrya gibba, qui a été redécouvert dans le sol des tourbières d'Islande, appartient à un nouveau genre, Kamburophrys, et à une nouvelle famille, les Kamburophryidae, basée sur un organite unique, la brosse membranoïde. Cette structure est proche de la brosse dorsale et composée de cils très rapprochés, d'environ 5 μm de long. Le genre Kamburophrys présente une combinaison unique de caractéristiques :
- un cône oral sur le renflement buccal ;
- une cinétie circonbuccale oblique ;
- une bosse sous-apicale portant la brosse dorsale à trois rangées et la brosse membranoïde. »

## Habitat et répartition
L'espèce Lagynophrya gibba réétudiée et rebaptisée Kamburophrys gibba en 2009, a été redécouverte par Foissner et Oertel dans le sol de tourbières d'Islande.

## Systématique
D'après Foissner et Oertel les Kamburophryidae pourraient appartenir à l'ordre des Spathidiida. GBIF (29 octobre 2023) les place dans l'ordre des Haptorida.

## Publication originale
- (en) Wilhelm Foissner et Anke Oertel, « Morphology and ciliary pattern of some rare haptorid ciliates, with a description of the new family Kamburophryidae (Protists, Haptoria) », European Journal of Protistology, Elsevier, vol. 45, no 3,‎ 17 mars 2009, p. 205-218 (ISSN 0932-4739, 1618-0429 et 0932-4739, PMID 19297137, DOI 10.1016/J.EJOP.2008.11.002, lire en ligne).